# Ilyushin Il-76

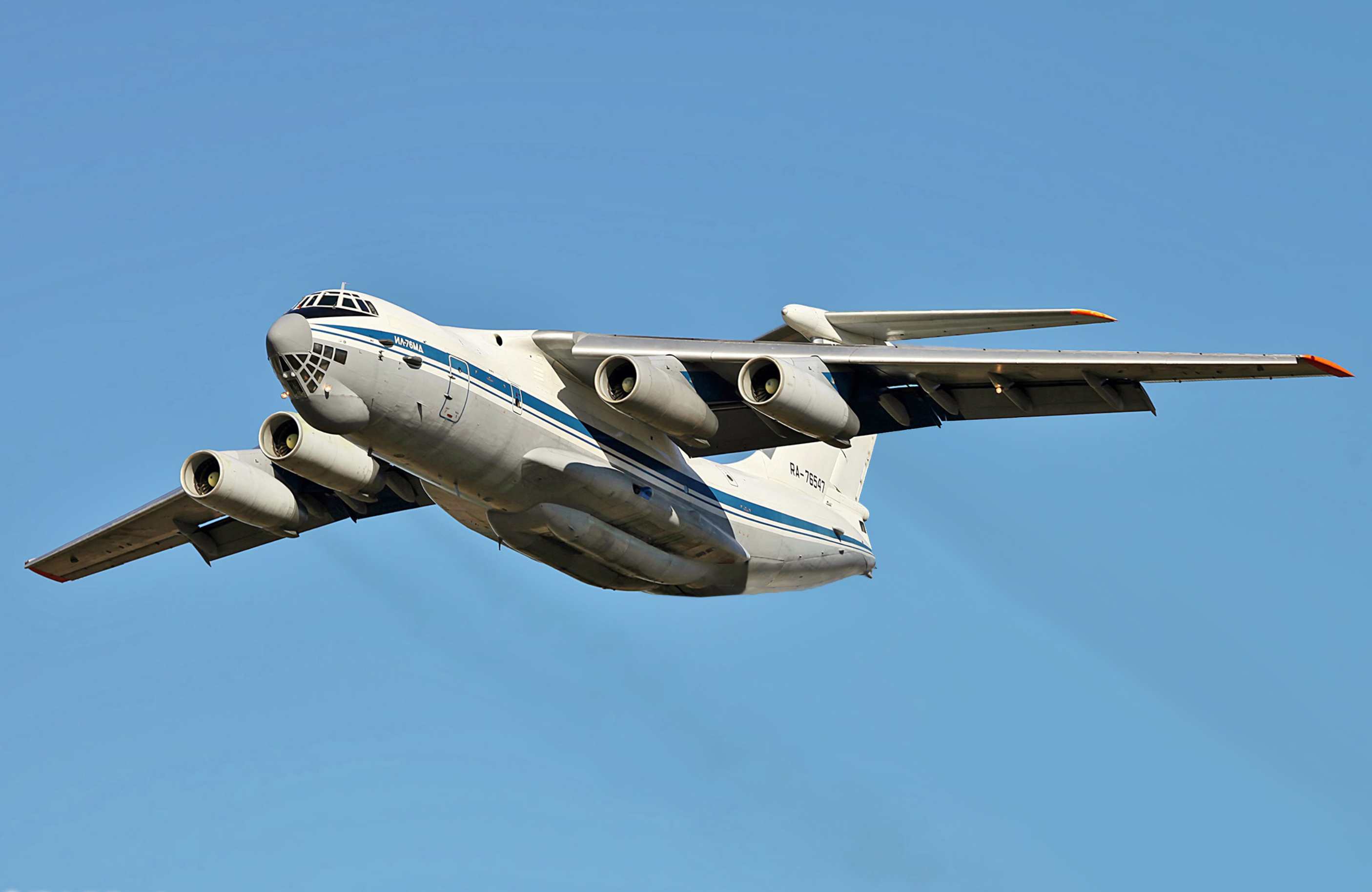
Um IL-76MD em 2017

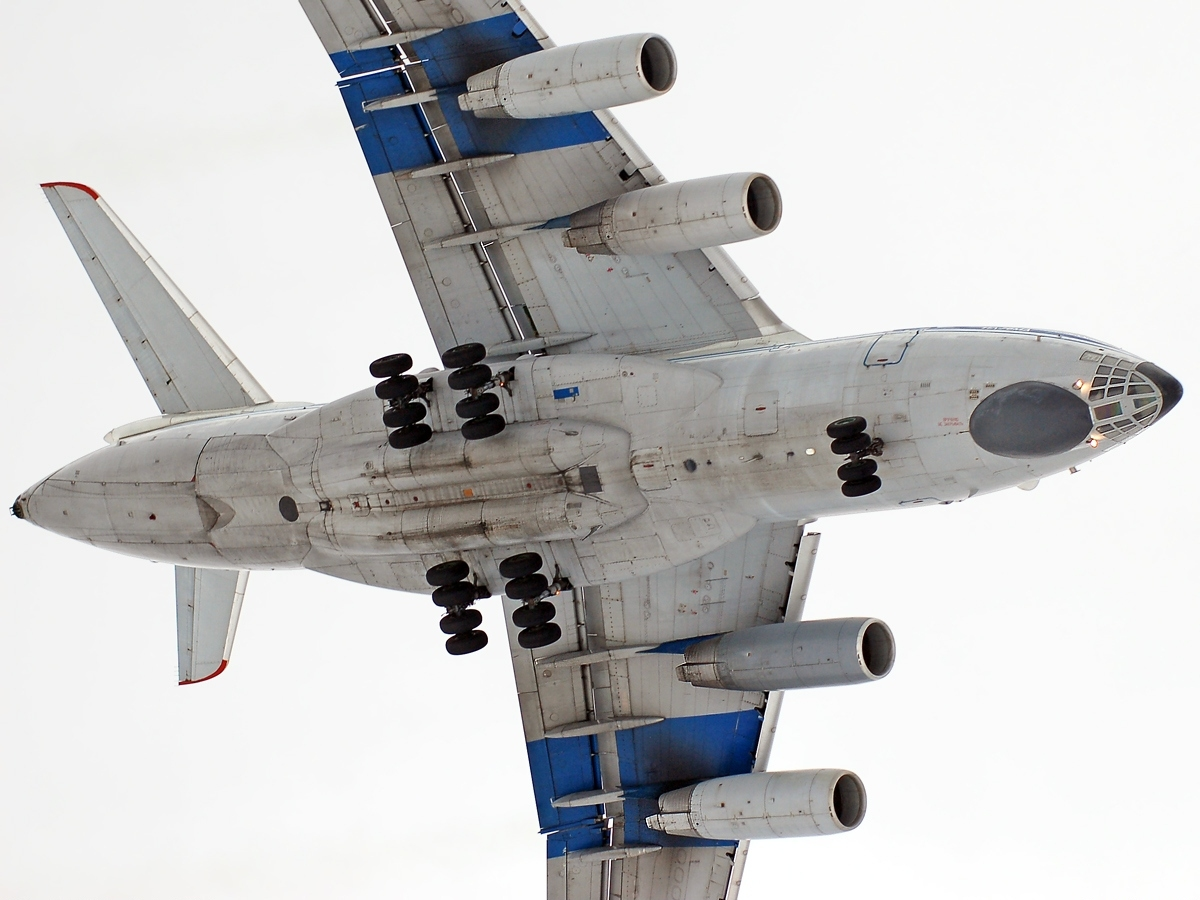
Trem de pouso do Il-76.

O Ilyushin Il-76 (em russo:  Илью́шин Ил-76; OTAN: Candid)  é um avião soviético desenvolvido pela Ilyushin em meados da década de 1960 quando a Força Aérea Soviética solicitou o desenvolvimento de uma aeronave a jato, cargueira, para substituir os Antonov An-12 "cub". Sua cauda em T e trem de pouso com múltiplos eixos e 20 pneus que possibilita a operação em pistas não preparadas.
Aeronaves Ilyushin II-76 ainda são operadas em vários países, mesmo depois da dissolução da URSS. O Il-76 "Candid" ainda está em plena atividade em forças aéreas, como as da Rússia e a da China. Países do bloco socialista e que faziam parte da antiga URSS ainda usam essas poderosas máquinas.
Em 22 de março de 2014 a Força Aérea da China usou dois grandes Ilyushin IL-76, na base aérea de Pearce pertencente à Real Força Aérea da Austrália (RAAF, siglas em inglês) a fim de unir-se à busca de um avião da Malásia desaparecido no Sul do Oceano Índico.
Imagens da aeronave Ilyushin II-76 chegando na Austrália.
A Ilyushin começou a desenvolver, no início da década de 1990, uma nova versão de fuselagem alongada e novos motores para a Força Aérea Russa. O primeiro protótipo voou em 1995 e estuda-se a adoção de motores ocidentais, da família CFM56.

## Operadores
Argélia
- Força Aérea Argelina – 11 Il-76s e cinco Il-78s em serviço a partir de dezembro de 2021.[4]

 Angola
- Força Aérea Nacional de Angola – seis II-76TDs.[5]

 Armênia
- Força Aérea Armênia – dois Il-76s em serviço a partir de dezembro de 2021.[4]

 Azerbaijão
- Força Aérea do Azerbaijão – dois Il-76s em serviço a partir de dezembro de 2021.[6]

 Bielorrússia
- Força Aérea da Bielorrússia – dois em serviço a partir de 2021.

 China
- Força Aérea do Exército de Libertação Popular opera 17 aeronaves Il-76, incluindo três versões KJ-2000 AEW&C e alguns tanques de reabastecimento Il-78, com mais 30 para entrega. Quando o acordo para o Il-76MD-90 falhou, a China recebeu dez Il-76 recondicionados da Rússia e desenvolveu seu próprio transporte, o Xian Y-20.[7][8]

 Egito
- Força Aérea Egípcia – dois Il-76MFs em serviço.

 Guiné Equatorial
- Força Aérea da Guiné Equatorial – um Il-76 em serviço a partir de dezembro de 2021.[9]

 Índia
- Força Aérea Indiana – 26 Il-76s (17 Il-76MDs, 6 Il-78MKIs e 3 Beriev A-50s para AEW&C)

 Irão
- Força Aérea da República Islâmica do Irã – cinco Il-76s em serviço a partir de dezembro de 2021.[10]
- Força Aérea da Guarda Revolucionária Islâmica – três Il-76s em serviço a partir de dezembro de 2021.[10]

 Rússia
- Forças Aérea Russa – operava cerca de 110 a partir de 2016.[11]
- Serviço Federal de Segurança (2016)[12]
- Guarda Nacional da Rússia – operava nove desde 2016.[13]

 Sudão
- Força Aérea do Sudão – um Il-76 a partir de dezembro de 2021.[14]

 Síria
- Força Aérea Síria – dois Il-76s em serviço a partir de dezembro de 2021.[14]

 Ucrânia
- Força Aérea Ucraniana – herdou um grande número de Il-76s da Força Aérea Soviética,[carece de fontes?] com sete ainda em serviço a partir de dezembro de 2021.[15] Um foi abatido em 2014 durante a fase inicial da guerra na região do Donbass.[16]

 Uzbequistão
- Forças Aérea do Uzbequistão – cinco em serviço a partir de dezembro de 2021.[17]

## Ficha técnica
- Comprimento 46,59 m
- Envergadura 50,50 m
- Área alar 301,2m
- Altura 14,76 m

Pesos
- Vazio operacional 89 000 kg
- Máximo de decolagem 190 000 kg
- Máximo de pouso 155 000 kg

Desempenho
- Velocidade máxima 900 km/h
- Velocidade de cruzeiro 780 km/h
- Velocidade de decolagem 280 km/h
- Velocidade de pouso 230 km/h
- Teto de serviço 13 000

Limites g
- Distância de decolagem 1 700 m
- Distância de pouso 1 000 m
- Teto operacional 12 000 m
- Alcance(Comb.interno) 3 800 km

Motores
- Quantidade e tipo 4 turbofans
- Marca Soloviev
- Modelo D-30KP II
- Empuxo unitário 117,68 kN

Armamentos
- 2x canhões de 23 mm (0,91 in) instalados na base da cauda
- 500 kg (1 100 lb) de bombas em dois pilones sob as asas